# Austrotinodes madininae
Austrotinodes madininae är en nattsländeart som beskrevs av Lazar Botosaneanu 1990. Austrotinodes madininae ingår i släktet Austrotinodes och familjen trattnattsländor. Inga underarter finns listade i Catalogue of Life.